# Campionat del Món de Clubs de futbol 2008
El Campionat del Món de Clubs de la FIFA 2008 és una competició de futbol que es va celebrar al Japó entre els dies 12 i 21 de desembre de 2008.
Els equips de futbol que resulten campions a cadascuna de les sis confederacions de la FIFA juguen un torneig amb eliminatòries a partit únic. A més també hi va jugar el campió de la Lliga japonesa de futbol com a representant del país amfitrió.
Hi va haver una eliminatòria prèvia que va enfrontar el campió japonès i el campió de la Confederació de Futbol d'Oceania. Els partits de quarts de final van enfrontar els equips de la Confederació Asiàtica de Futbol (AFC), la Confederació Africana de Futbol (CAF), la CONCACAF i el guanyador de l'eliminatòria prèvia. Els campions dels tornejos de la UEFA i la Confederació Sudamericana de Futbol (CONMEBOL) van passar directament a les semifinals. Els perdedors dels quarts de final van jugar pel cinquè lloc, mentre que els perdedors de les semifinals van jugar pel tercer lloc.

## Equips classificats
Els següents equips es van classificar per al torneig del 2008:
| Van entrar a les semifinals    | Van entrar a les semifinals                                                               |
| ------------------------------ | ----------------------------------------------------------------------------------------- |
| Manchester United FC           | Guanyador de la Lliga de Campions 2007-2008 de la UEFA                                    |
| Liga de Quito                  | Guanyador de la Copa Libertadores 2008 de la Confederació Sudamericana de Futbol          |
| Entren als quarts              |                                                                                           |
| Gamba Osaka                    | Guanyador de la Lliga de Campions d'Àsia 2008 de la Confederació Asiàtica de Futbol       |
| Al-Ahly                        | Guanyador de la Lliga de Campions d'Àfrica 2008 de la Confederació Africana de Futbol     |
| Pachuca                        | Guanyador de la Copa de Campions de la CONCACAF 2008 de la CONCACAF                       |
| Juguen una eliminatòria prèvia |                                                                                           |
| Waitakere United               | Guanyador del Campionat de Clubs d'Oceania 2007-08 de la Confederació de Futbol d'Oceania |
| Adelaide United                | Guanyador de la Lliga japonesa de futbol 2008 *                                           |

* Com que no podien participar dos equips del mateix país, l'Adelaide United va competir com a equip del país organitzador i va disputar l'eliminatòria prèvia contra el Waitakere United, mentre que el Gamba Osaka va passar directament als quarts de final.

## Estadis
El Campionat del Món de clubs de 2008 es disputà al Japó.
| Toyota                                                               | Tòquio                                                           | Yokohama                                                         |
| -------------------------------------------------------------------- | ---------------------------------------------------------------- | ---------------------------------------------------------------- |
| Toyota Stadium                                                       | Estadi Olímpic                                                   | Estadi Internacional de Yokohama                                 |
| 35° 05′ 04.02″ N, 137° 10′ 14.02″ E / 35.0844500°N,137.1705611°E     | 35° 40′ 41.00″ N, 139° 42′ 53.00″ E / 35.6780556°N,139.7147222°E | 35° 30′ 36.16″ N, 139° 36′ 22.49″ E / 35.5100444°N,139.6062472°E |
| Capacitat: 45.000                                                    | Capacitat: 57.363                                                | Capacitat: 72.327                                                |
| Toyota Stadium                                                       | Estadi Olímpic                                                   | Estadi Internacional de Yokohama                                 |
| ToyotaTòquioYokohamaCampionat del Món de Clubs de futbol 2008 (Japó) |                                                                  |                                                                  |

## Quadre de competició
|  | Prèvia                    | Prèvia                    |                           |                 | Quarts de final         | Quarts de final         |             |             | Semifinals | Semifinals |  |  | Final                     | Final                     |
|  | 11 de desembre - Tòquio   |                           |                           |                 |                         |                         |             |             |            |            |  |  |                           |                           |
|  | Adelaide United           | 2                         |                           |                 | 13 de desembre - Tòquio | 13 de desembre - Tòquio |             |             |            |            |  |  |                           |                           |
|  | Adelaide United           | 2                         |                           |                 | 13 de desembre - Tòquio | 13 de desembre - Tòquio |             |             |            |            |  |  |                           |                           |
|  | Waitakere United          | 1                         |                           |                 | Al-Ahly                 | 2                       |             |             |            |            |  |  |                           |                           |
|  | Waitakere United          | 1                         | 17 de desembre - Tòquio   |                 | Al-Ahly                 | 2                       |             |             |            |            |  |  |                           |                           |
|  |                           |                           |                           |                 | Pachuca                 | 4                       |             |             |            |            |  |  |                           |                           |
|  | Pachuca                   | 0                         |                           |                 | Pachuca                 | 4                       |             |             |            |            |  |  |                           |                           |
|  | Pachuca                   | 0                         |                           |                 |                         |                         |             |             |            |            |  |  |                           |                           |
|  |                           |                           | Liga de Quito             | 2               |                         |                         |             |             |            |            |  |  |                           |                           |
|  |                           |                           | Liga de Quito             | 2               |                         |                         |             |             |            |            |  |  |                           |                           |
|  |                           |                           | 21 de desembre - Yokohama |                 |                         |                         |             |             |            |            |  |  |                           |                           |
|  |                           |                           |                           |                 |                         |                         |             |             |            |            |  |  |                           |                           |
|  | Liga de Quito             | 0                         |                           |                 |                         |                         |             |             |            |            |  |  |                           |                           |
|  | Liga de Quito             | 0                         | 14 de desembre - Toyota   |                 |                         |                         |             |             |            |            |  |  |                           |                           |
|  |                           | Manchester United         | 1                         |                 |                         |                         |             |             |            |            |  |  |                           |                           |
|  |                           |                           | 1                         | Adelaide United | 0                       |                         |             |             |            |            |  |  |                           |                           |
|  | 18 de desembre - Yokohama |                           |                           | Adelaide United | 0                       |                         |             |             |            |            |  |  |                           |                           |
|  |                           | Gamba Osaka               | 1                         |                 |                         |                         |             |             |            |            |  |  |                           |                           |
|  | Gamba Osaka               | Gamba Osaka               | 1                         | 3               |                         |                         |             |             |            |            |  |  |                           |                           |
|  | Gamba Osaka               | Cinquè lloc               | Cinquè lloc               | 3               |                         |                         | Tercer lloc | Tercer lloc |            |            |  |  |                           |                           |
|  |                           | Cinquè lloc               | Cinquè lloc               |                 | Manchester United       | 5                       | Tercer lloc | Tercer lloc |            |            |  |  |                           |                           |
|  | Adelaide United           | 1                         | Pachuca                   | 0               | Manchester United       | 5                       |             |             |            |            |  |  |                           |                           |
|  | Adelaide United           | 1                         | Pachuca                   | 0               |                         |                         |             |             |            |            |  |  |                           |                           |
|  | Al-Ahly                   | 0                         | Gamba Osaka               | 1               |                         |                         |             |             |            |            |  |  |                           |                           |
|  | Al-Ahly                   | 0                         | Gamba Osaka               | 1               |                         |                         |             |             |            |            |  |  |                           |                           |
|  | 18 de desembre - Yokohama | 18 de desembre - Yokohama |                           |                 |                         |                         |             |             |            |            |  |  | 21 de desembre - Yokohama | 21 de desembre - Yokohama |

## Partits
Les hores corresponen al fus JST, Japan Standard Time (UTC+09:00). Per saber l'hora equivalent al fus de Barcelona (UTC+01:00), cal restar-n'hi 8.

### Eliminatòria prèvia
| Adelaide United       | 2 - 1          | Waitakere United |
| --------------------- | -------------- | ---------------- |
| Mullen 39' · Dodd 83' | Fitxa (anglès) | Seaman 34'       |

### Quarts de final
| Al-Ahly                       | 2 – 4 (pròrroga) | Pachuca                                     |
| ----------------------------- | ---------------- | ------------------------------------------- |
| Pinto 28' (p.p.) · Flávio 44' | Fitxa (anglès)   | Montes 47' · Giménez 72' 110' · Álvarez 98' |

| Adelaide United | 0 - 1          | Gamba Osaka |
| --------------- | -------------- | ----------- |
|                 | Fitxa (anglès) | Endō 23'    |

### Partit pel cinquè lloc
| Al-Ahly | 0 - 1          | Adelaide United |
| ------- | -------------- | --------------- |
|         | Fitxa (anglès) | Cristiano 7'    |

### Semifinals
| Pachuca | 0 - 2          | Liga de Quito           |
| ------- | -------------- | ----------------------- |
|         | Fitxa (anglès) | Bieler 4' · Bolaños 26' |

| Gamba Osaka                                      | 3 - 5          | Manchester United FC                                      |
| ------------------------------------------------ | -------------- | --------------------------------------------------------- |
| Yamazaki 74' · Endō 85' (pen.) · Hashimoto 90+1' | Fitxa (anglès) | Vidić 28' · Ronaldo 45+1' · Rooney 75' 79' · Fletcher 78' |

### Final de consolació
| Pachuca | 0 - 1          | Gamba Osaka  |
| ------- | -------------- | ------------ |
|         | Fitxa (anglès) | Yamazaki 29' |

### Final
| Liga de Quito | 0 - 1          | Manchester United FC |
| ------------- | -------------- | -------------------- |
|               | Fitxa (anglès) | Rooney 73'           |

## Golejadors
3 goals
- Wayne Rooney (Manchester United)

2 goals
- Yasuhito Endō (Gamba Osaka)
- Christian Giménez (Pachuca)
- Masato Yamazaki (Gamba Osaka)

1 goal
- Damián Álvarez (Pachuca)
- Claudio Bieler (LDU Quito)
- Luis Bolaños (LDU Quito)
- Cristiano (Adelaide United)
- Travis Dodd (Adelaide United)
- Flávio (Al-Ahly)
- Darren Fletcher (Manchester United)
- Hideo Hashimoto (Gamba Osaka)
- Luis Montes (Pachuca)
- Daniel Mullen (Adelaide United)
- Cristiano Ronaldo (Manchester United)
- Paul Seaman (Waitakere United)
- Nemanja Vidić (Manchester United)